# Microthamnium protractulum
Microthamnium protractulum là một loài Rêu trong họ Hypnaceae. Loài này được (Müll. Hal.) Besch. mô tả khoa học đầu tiên năm 1880.